# Апаса, Грегория
Грегория Апаса Нина (исп. Gregoria Apaza Nina; ок. 1751, Айо-Айо, провинция Сика-Сика — 5 или 6 сентября 1782, Ла-Пас) — революционерка из числа коренного народа аймара, считающаяся героиней национально-освободительной борьбы в Боливии. Вместе со своим братом Тупаком Катари (Хулиан Апаса) и своячкой Бартолиной Сисой руководила одним из самых масштабных восстаний против Испанской империи в Верхнем Перу.

## Биография

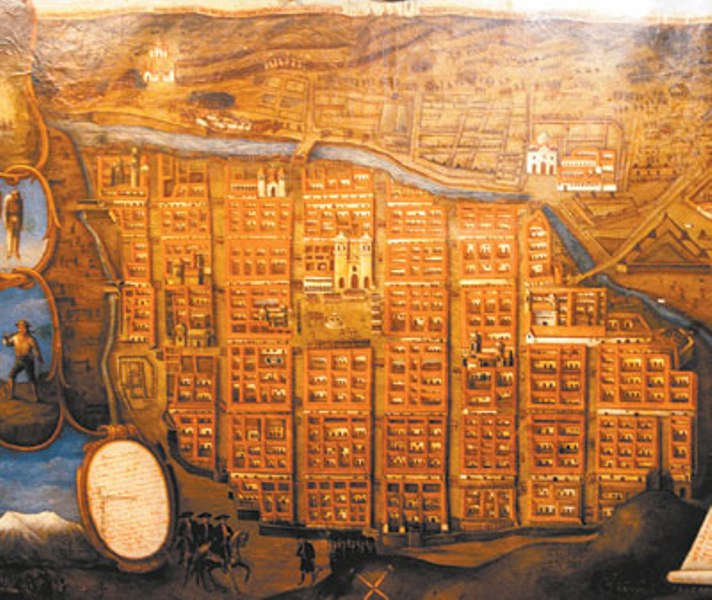
Ла-Пас в осаде коренными жителями во главе с Тупаком Катари в 1781 году.

Дочь Николаса Апасы и Марсела Нины, она была замужем за ризничим Алехандро Паньюни, от которого у нее родился сын. У нее также была романтическая связь с Андресом Тупаком Амару, племянником лидера восстания коренных народов Перу Тупака Амару II. 
Они с мужем присоединились к восставшим во время второй осады города Ла-Пас в 1781 году. При этом Грегория возглавила штурм и взятие Сораты. Ее супруг Алехандро Паньюни погиб в бою.
В течение 109 дней с 13 марта по 30 июня 1781 года коренные жители под предводительством ее брата осаждали город Ла-Пас. Предводительницы восстания Грегория Апаса и Бартолина Сиса организовывали лагеря и вели воинов на поле боя.
17 октября испанским войскам удалось снять осаду Ла-Паса и пленить Тупака Катари. Грегория собрала свою армию в Сорате и отправилась в Ла-Пас, чтобы помочь своему брату; но после кровопролитной битвы она тоже попала в плен. Из ее показаний, известно, что хотя она не умела читать и писать (а допрашивали ее с помощью переводчика с языка аймара), но, должно быть, говорила по-испански.
Она была подвергнута пыткам и казнена 5 или 6 сентября 1782 года в Ла-Пасе вместе с Бартолиной Сисой.